# Run di Alt Clut
Run (fl. IX secolo) regnò su Alt Clut (odierna Dumbarton Rock, in Scozia), forse a partire dalla morte di Artgal e cioè dall'872 all'878.
Secondo le Harleian genealogies, era figlio di Artgal. Run si sposò con la figlia di Cináed mac Ailpín, forse su pressione del figlio di quest'ultimo Causantín I. Dalla loro unione nacque Eochaid, che, con Giric, presero il poetere in Scozia dopo la morte del cognato di Run, Áed mac Cináeda, fino a quando furono deposti da re Domnall mac Causantín.